# Lisa Buckwitz
Lisa Buckwitz (née le 2 décembre 1994 à Berlin) est une bobeuse allemande. En tant que freineuse, elle est championne olympique en 2018.

## Biographie
Après avoir pratiqué de l'heptathlon, Buckwitz a commencé à faire du bobsleigh en 2013. Depuis 2014, elle appartient à l'équipe nationale allemande toute en étant officier de police de l'état de Brandebourg.
En 2015, Lisa Buckwitz a remporté une course de Coupe du monde à Königssee en tant que pousseuse de Cathleen Martini. Elle est championne du monde junior la même année avec Miriam Wagner et l'année suivante avec Stephanie Schneider. Lors des championnats du monde 2017, Lisa Buckwitz a remporté l'argent dans la compétition par équipe.
Avant les Jeux olympiques d'hiver de 2018 à Pyeongchang, l'entraîneur-chef René Spies changeait les freineuses des deux bobsleighs du pays: Annika Drazek était assigné au pilote Stephanie Schneider pour composer l'équipe A, tandis que Buckwitz devait travailler avec Mariama Jamanka pour constituer l'équipe B censé être moins forte. C'est pourtant l'équipage B qui remporte l'épreuve devançant  Schneider et Drazek, toutes deux blessés pendant les Jeux, à la quatrième place.

## Palmarès

### Jeux olympiques
- Jeux olympiques d'hiver de 2018 à Pyeongchang  Corée du Sud
  -  en bob à deux.

### Championnats monde
- : médaillé d'or en bob à 2 aux championnats du monde de 2024.
- : médaillé d'argent en bob à 2 aux championnats du monde de 2023.
- : médaillé d'argent en équipe mixte aux championnats du monde de 2017.
- : médaillé de bronze en monobob aux championnats du monde de 2023 et 2024.
- : médaillé de bronze en bob à 2 aux championnats monde de 2025.

### Coupe du monde
- 2 globes de cristal : 
  - Vainqueur du classement monobob en 2024 et 2025.
- 32 podiums  : 
  - en bob à 2 : 7 victoires, 3 deuxièmes places et 8 troisièmes places.
  - en monobob : 8 victoires, 2 deuxièmes places et 4 troisièmes places.

#### Détails des victoires
| Édition   | Monobob                      | Bob à 2                | Total |
| 2014-2015 |                              | Königssee              | 1     |
| 2017-2018 |                              | Winterberg             | 1     |
| 2021-2022 |                              | Altenberg Saint Moritz | 2     |
| 2022-2023 | Igls                         | Altenberg              | 2     |
| 2023-2024 | Igls x2 Saint Moritz Sigulda | Igls                   | 5     |
| 2024-2025 | Sigulda Winterberg Igls      | Winterberg             | 4     |